# مواد نووية خاصة

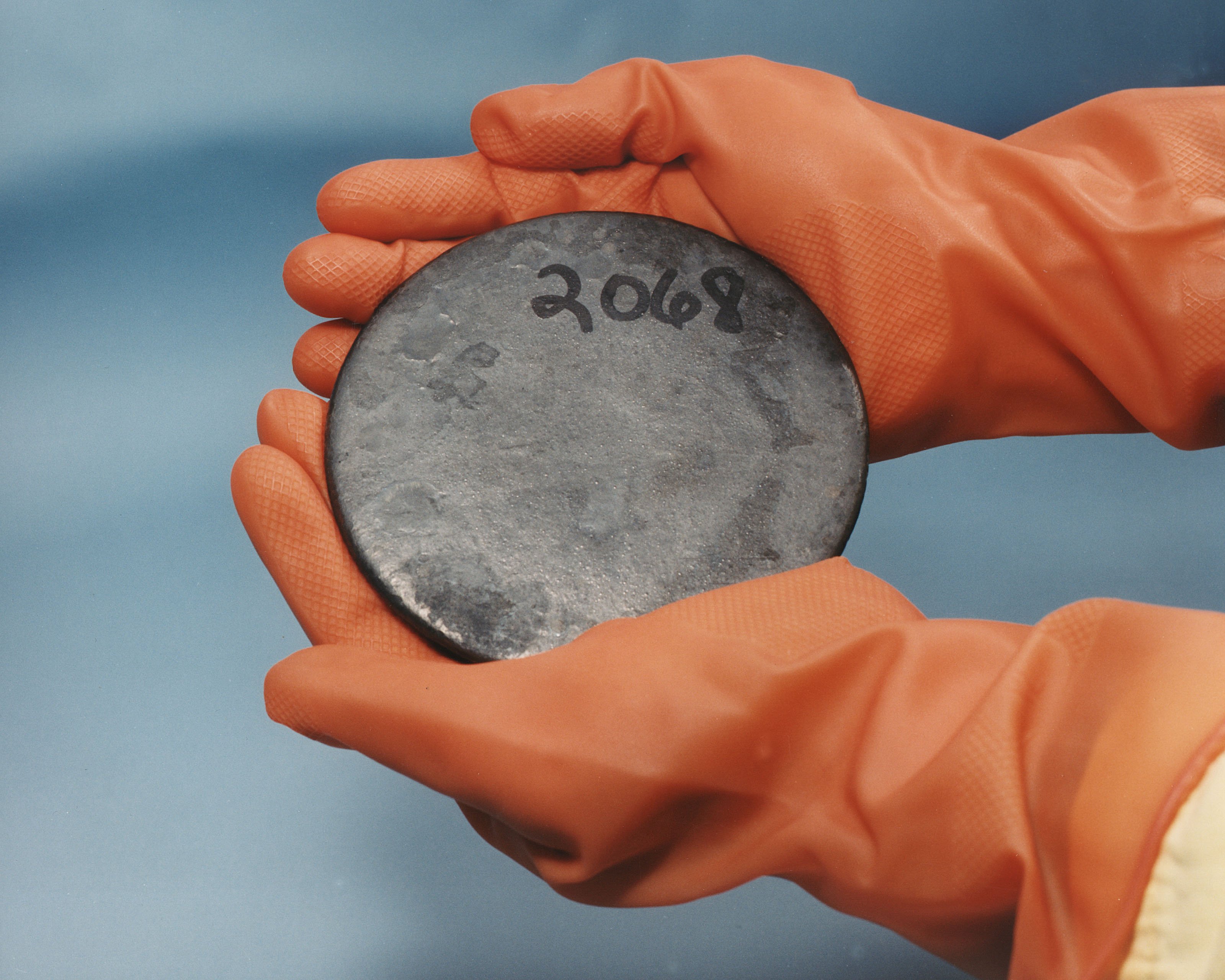
يورانيوم عالي التخصيب

المواد النووية الخاصة (SNM) هو مصطلح تستخدمه لجنة تنظيمية نووية بالولايات المتحدة لتصنيف المواد الانشطارية.

## الأنواع
تقسم اللجنة المواد النووية الخاصة إلى ثلاث فئات رئيسية وفقا لمخاطر وإمكانية استخدامها مباشرة في سلاح نووي سري أو لإستخدامها في إنتاج المواد النووية لإستخدامها في السلاح النووي وهم:
- المواد النووية الخاصة الاستراتيجية.
- المواد النووية الخاصة ذات أهمية إستراتيجية معتدلة.
- المواد النووية الخاصة ذات أهمية إستراتيجية منخفضة.

## المواد النووية الخاصة الاستراتيجية
- يورانيوم 235 ويكون أكثر من 20% تخصيب.
- يورانيوم 233.
- بلوتونيوم 239.

## المواد النووية الخاصة ذات أهمية إستراتيجية معتدلة
وهي كمية معادلة من المواد النووية الإستراتيجية الخاصة ولكن أكثر من 1000 غرام من اليورانيوم -235 (الموجود في اليورانيوم المخصب إلى 20٪ أو أكثر في نظير اليورانيوم 235) أو أكثر من 500 جرام من اليورانيوم 233 أو البلوتونيوم 239 أو في كمية مجمعة تزيد على 1000 غرام.

## المواد النووية الخاصة ذات أهمية إستراتيجية منخفضة
هي أقل من كمية من المواد النووية الخاصة ذات الأهمية الاستراتيجية المعتدلة (انظر الفئة الثانية أعلاه) ولكن أكثر من 15 جرام من اليورانيوم235 (الموجود في اليورانيوم المخصب إلى 20٪ أو أكثر في نظائر اليورانيوم 235) أو 15 جرام من اليورانيوم233 أو 15 جرام من البلوتونيوم 239.
| 235U               | 5 kg |
| 233U               | 2 kg |
| 239Pu              | 2 kg |
| .4×235U+233U+239Pu | 2 kg |

أو 15 جرام عند حسابها بواسطة المعادلة:
```
جرام = (جرام يحتوي يورانيوم 235) + (جرام بلوتونيوم 239) + (جرام يورانيوم 233): 
```

- أقل من 10000 جرام ولكن أكثر من 1000 جرام من اليورانيوم235 (الموجود في اليورانيوم المخصب إلى 10٪ أو أكثر ولكن أقل من 20٪ في نظير اليورانيوم235).
- 10000 جرام أو أكثر من اليورانيوم235 (الموجود في اليورانيوم المخصب فوق الطبيعي ولكن أقل من 10٪ في نظير اليورانيوم235).